# Noorda aeanalis
Noorda aeanalis is een vlinder uit de familie van de grasmotten (Crambidae). De wetenschappelijke naam van de soort is voor het eerst gepubliceerd in 1931 door West.
De soort komt voor in de Filipijnen (Luzon).